# Matematična analiza
Matemátična analíza (starogrško starogrško ανάλυσις: análysis - rešitev) je skupno ime za matematične discipline, ki temeljijo na pojmih limite in konvergence, ter ki preučujejo povezane pojme, kot so zveznost, integral, odvod in transcendentna funkcija. Te teme obravnava v okviru realnih ali kompleksnih števil ali funkcij. Na splošno lahko te pojme preučujemo na katerihkoli predmetih, pri katerih lahko definiramo »bližino« (toplološki prostor) ali »razdaljo« (metrični prostor). Začetke matematične analize predstavlja infinitezimalni račun. Matematično analizo včasih imenujejo višja matematika ali tudi kar infinitezimalni račun. Matematična analiza je zelo široko področje in se na fakultetah študira več let.
V osnovi se analiza deli na dva dela, na diferencialni in integralni račun. Tudi raziskovanje neskončnih vrst in analitičnih funkcij spada v analitično matematiko.

## Nekatere teme iz matematične analize
- Odvod: Definicija in geometrijski pomen odvoda, pravila za računanje in odvodi elementarnih funkcij, lastnosti odvedljivih funkcij, uporaba odvoda: risanje grafov, računanje limit, ekstremi, preprosti primeri diferencialnih enačb
- Integral: Nedoločeni integral, elemetarni integrali, osnovna pravila za računanje, določeni integral, zveza med določenim in nedoločenim integralom, primeri neelementarnih funkcij, posplošeni integral, uporaba integrala, integrali s parametrom, primeri: gama in beta funkcija, Fourierjeva in Laplaceova transformacija
- Krivulje v ravnini: parametrizirane krivulje: risanje, tangenta, dolžina loka, krivulje v polarnem koordinatnem sistemu, implicitno podane krivulje, osnovne transformacije koordinatnega sistema, krivulje drugega reda
- Kompleksna ravnina: računanje s kompleksnimi števili, grafični prikaz v kompleksni ravnini, transformacije kompleksne ravnine, elementarne funkcije kompleksne spremenljivke
- Zaporedja in vrste: rekurzivno dana zaporeja (diskretni dinamični sistemi), številske vrste, funkcijske vrste: Taylorjeva vrsta, Fourierjeva vrsta
- Funkcije dveh in več spremenljivk: pojem funkcije dveh spremenljivk, graf, nivojske krivulje, nivojske ploskve funkcije treh spremenljivk, parcialni odvodi, gradient in smerni odvod, Taylorjev razvoj, ekstremi in vezani ekstremi.